# 레이우엔훅 메달
레이우엔훅 메달(네덜란드어: Leeuwenhoekmedaille)은 네덜란드 왕립 예술 과학 아카데미가 수여하는 미생물 상이다. 10년마다 지난 10년간 미생물학에 가장 크게 기여한 것으로 판단되는 과학자에게 수여된다. 이름은 네덜란드의 미생물학자 안톤 판 레이우엔훅에서 따왔다.